# الیاف محدود به هر نیم‌کره
الیاف محدود به هر نیم‌کره (به انگلیسی: Association fibers) عبارت‌اند از الیافی که مناطق مختلف قشر مخ را در یک نیم‌کره به هم وصل می‌کنند. این الیاف به دو گروه کوتاه و بلند تقسیم می‌شوند. الیاف کوتاه دقیقاً در زیر قشر قرار می‌گیرند و شکنج‌های مجاور را به هم وصل می‌کنند؛ این الیاف نسبت به محور بلند شیارها، در جهت عرضی قرار می‌گیرند. الیاف بلند در دسته‌های مختلف قرار می‌گیرند.

در نوروآناتومی بدن انسان، دسته‌های آکسون در مغز که الیاف (به انگلیسی: Fibers) نامیده می‌شوند از روی عملکردشان به سه دسته تقسیم می‌شوند: الیاف محدود به هر نیم‌کره، الیاف پرتابی و الیاف رابط.

## الیاف محدود به هر نیم‌کرهٔ کوتاه
الیاف محدود به هر نیم‌کرهٔ کوتاه که با عنوان U-fibers نیز شناخته می‌شوند، بلافاصله در زیر مادهٔ خاکستری نیم‌کره‌ها قرار گرفته‌اند و شکنج‌های مجاور را به هم وصل می‌کنند.

## الیاف محدود به هر نیم‌کرهٔ بلند
الیاف محدود به هر نیم‌کرهٔ بلند شامل دسته‌های زیر است:

| نام               | از                  | به              |
| دسته قلابی        | لوب پیشانی          | لوب گیجگاهی     |
| سینگولوم          | شکنج سینگولی        | شکنج انتوراینال |
| دسته طولی فوقانی  | لوب پیشانی          | لوب پس‌سری       |
| دسته طولی تحتانی  | لوب پس‌سری           | لوب گیجگاهی     |
| دسته عمودی        | لوبول آهیانه تحتانی | شکنج دوکی‌شکل    |
| دسته پس‌سری-پیشانی | لوب پس‌سری           | لوب پیشانی      |
| مثلث مغزی         | هیپوکمپ             | اجسام پستانی    |
| دسته قوسی         | لوب پیشانی          | لوب گیجگاهی     |

تصویربرداری کشنده انتشاری (به انگلیسی: Diffusion tensor imaging) (مخفف انگلیسی: DTI) یک روش (به انگلیسی: Method) غیرتهاجمی برای مطالعهٔ مسیرهای الیاف محدود به هر نیم‌کره است.